# Tre đứng thẳng
Tre đứng thẳng (danh pháp: Bambusa tabacaria) là một loài thực vật có hoa trong họ Hòa thảo. Loài này được Poir. miêu tả khoa học đầu tiên năm 1808.